# Hockey sur glace aux Jeux olympiques d'hiver de 2014 - Qualifications hommes
Cette page présente la phase de qualification pour le tournoi masculin de hockey sur glace pour les Jeux olympiques de 2014. Les neuf premières équipes du classement mondial étant directement qualifiées, cette phase attribue les trois dernières places.

## Préqualification
Le Groupe K se déroule à Zagreb en Croatie du 17 au 19 septembre 2012. Les rencontres ont lieu au Dom Sportova. Vainqueurs de toutes leurs parties, les croates se qualifient pour le tour suivant,.
| 17 septembre 2012 | Serbie | 7-1 (2-0, 2-0, 3-1) | Israël | Dom Sportova 50 spectateurs |

| Feuille de match | Feuille de match | Feuille de match | Feuille de match | Feuille de match                      |
| ---------------- | ---------------- | ---------------- | ---------------- | ------------------------------------- |
|                  |                  |                  |                  | Arbitrage : Przemysław Kępa (Pologne) |
|                  |                  |                  |                  |                                       |
| 8 min            | Pénalités        | 8 min            |                  |                                       |
| 41               | Tirs             | 19               |                  |                                       |

| 17 septembre 2012 | Mexique | 2-9 (1-4, 0-1, 1-4) | Croatie | Dom Sportova 500 spectateurs |

| Feuille de match | Feuille de match | Feuille de match | Feuille de match | Feuille de match                  |
| ---------------- | ---------------- | ---------------- | ---------------- | --------------------------------- |
|                  |                  |                  |                  | Arbitrage : Peter Gebei (Hongrie) |
|                  |                  |                  |                  |                                   |
| 12 min           | Pénalités        | 6 min            |                  |                                   |
| 32               | Tirs             | 51               |                  |                                   |

| 18 septembre 2012 | Serbie | 3-5 (1-1, 1-2, 1-2) | Mexique | Dom Sportova 50 spectateurs |

| Feuille de match | Feuille de match | Feuille de match | Feuille de match | Feuille de match                     |
| ---------------- | ---------------- | ---------------- | ---------------- | ------------------------------------ |
|                  |                  |                  |                  | Arbitrage : Gergely Lehel (Roumanie) |
|                  |                  |                  |                  |                                      |
| 36 min           | Pénalités        | 4 min            |                  |                                      |
| 33               | Tirs             | 35               |                  |                                      |

| 18 septembre 2012 | Croatie | 15-2 (5-0, 4-0, 6-2) | Israël | Dom Sportova 150 spectateurs |

| Feuille de match | Feuille de match | Feuille de match | Feuille de match | Feuille de match                      |
| ---------------- | ---------------- | ---------------- | ---------------- | ------------------------------------- |
|                  |                  |                  |                  | Arbitrage : Przemysław Kępa (Pologne) |
|                  |                  |                  |                  |                                       |
| 2 min            | Pénalités        | 18 min           |                  |                                       |
| 70               | Tirs             | 18               |                  |                                       |

| 19 septembre 2012 | Israël | 2-7 (0-1, 0-5, 2-1) | Mexique | Dom Sportova 50 spectateurs |

| Feuille de match | Feuille de match | Feuille de match | Feuille de match | Feuille de match                     |
| ---------------- | ---------------- | ---------------- | ---------------- | ------------------------------------ |
|                  |                  |                  |                  | Arbitrage : Gergely Lehel (Roumanie) |
|                  |                  |                  |                  |                                      |
| 39 min           | Pénalités        | 14 min           |                  |                                      |
| 24               | Tirs             | 38               |                  |                                      |

| 19 septembre 2012 | Croatie | 6-2 (3-0, 2-2, 1-0) | Serbie | Dom Sportova 1 500 spectateurs |

| Feuille de match | Feuille de match | Feuille de match | Feuille de match | Feuille de match                  |
| ---------------- | ---------------- | ---------------- | ---------------- | --------------------------------- |
|                  |                  |                  |                  | Arbitrage : Peter Gebei (Hongrie) |
|                  |                  |                  |                  |                                   |
| 4 min            | Pénalités        | 10 min           |                  |                                   |
| 55               | Tirs             | 28               |                  |                                   |

| Clt   | Équipe  | PJ | V | VP | D | DP | BP | BC | Diff | Pts |
| ----- | ------- | -- | - | -- | - | -- | -- | -- | ---- | --- |
| +001, | Croatie | 3  | 3 | 0  | 0 | 0  | 30 | 6  | +24  | 9   |
| +002, | Mexique | 3  | 2 | 0  | 1 | 0  | 14 | 14 | 0    | 6   |
| +003, | Serbie  | 3  | 1 | 0  | 2 | 0  | 12 | 12 | 0    | 3   |
| +004, | Israël  | 3  | 0 | 0  | 3 | 0  | 5  | 29 | -24  | 0   |

- Qualifié pour le tour de préqualification

- Meilleurs joueurs[10],[11]
  - Meilleur gardien de but : Andres de la Garma (Mexique)
  - Meilleur défenseur : Nikola Senzel (Croatie)
  - Meilleur attaquant : Marko Lovrencic (Croatie)
  - Meilleur pointeur : Marko Lovrencic (Croatie), 8 points (4 buts et 4 aides)

## Pré-qualifications olympiques

### Groupe G
À Budapest en Hongrie du 8 au 11 novembre 2012.
| 9 novembre 2012 | Pays-Bas | 8-2 (3-0, 3-0, 2-2) | Croatie | Papp László Budapest Sportaréna 460 spectateurs |

| Feuille de match | Feuille de match | Feuille de match                        | Feuille de match                                                                  | Feuille de match                                             |
| ---------------- | --- | --------------------------------------- | --------------------------------------------------------------------------------- | ------------------------------------------------------------ |
|                  | M. Kars (B. Willemse, M. Postma) – 10 min 32 s K. Bruijsten (M. Bruijsten, D. Hagemeijer) (SN) – 11 min 37 s M. Kars (N. de Jong, M. Postma) – 12 min 22 s M. Kars (R. Joly, M. Postma (SN) – 25 min 26 s D. Hagemeijer (I. van den Heuvel) – 27 min 56 s M. Postma (M. Kars, R. Joly) – 37 min 39 s R. van Hulten (M. Postma, D. van de Velden) – 47 min 56 s M. Bruijsten (B. Willemse) – 55 min 21 s | 1-0 2-0 3-0 4-0 5-0 6-0 7-0 8-0 8-1 8-2 | 56 min 31 s – M. Tadić (P. Trstenjak, B. Rendulić) (SN) 57 min 25 s – B. Rendulić | Arbitrage : Florian Zehetleitner Peter Bédo Stefano Terragni |
| Ian Meierdres    | Gardiens | Mate Tomljenović                        |                                                                                   | Arbitrage : Florian Zehetleitner Peter Bédo Stefano Terragni |
| 6 min            | Pénalités | 23 min                                  |                                                                                   | Arbitrage : Florian Zehetleitner Peter Bédo Stefano Terragni |
| 44               | Tirs | 19                                      |                                                                                   | Arbitrage : Florian Zehetleitner Peter Bédo Stefano Terragni |

| 9 novembre 2012 | Lituanie | 1-5 (0-2, 1-3, 0-0) | Hongrie | Papp László Budapest Sportaréna 4 350 spectateurs |

| Feuille de match | Feuille de match                              | Feuille de match        | Feuille de match | Feuille de match                                    |
| ---------------- | --------------------------------------------- | ----------------------- | --- | --------------------------------------------------- |
|                  | S. Kuliesius (A. Zidvokas) (SN) – 26 min 15 s | 0-1 0-2 0-3 1-3 1-4 1-5 | 2 min 48 s – A. Benk (D. Koger) 14 min 10 s – M. Vas (I. Sofron, B. Ladanyi) (SN) 21 min 29 s – J. Hari (V. Tokaji, L. Sikorcin (SN) 31 min 6 s – J. Hari (I. Bartalis, A. Mihaly) (SN) 33 min 18 s – M. Vas (B. Ladanyi, I. Sofron) | Arbitrage : Peter Jonák Jaromír Bláha Andrew Dalton |
| Mantas Armalis   | Gardiens                                      | Bence Bálizs            | | Arbitrage : Peter Jonák Jaromír Bláha Andrew Dalton |
| 12 min           | Pénalités                                     | 14 min                  | | Arbitrage : Peter Jonák Jaromír Bláha Andrew Dalton |
| 21               | Tirs                                          | 43                      | | Arbitrage : Peter Jonák Jaromír Bláha Andrew Dalton |

| 10 novembre 2012 | Pays-Bas | 9-2 (1-1, 6-1, 2-0) | Lituanie | Papp László Budapest Sportaréna 500 spectateurs |

| Feuille de match                 | Feuille de match | Feuille de match                            | Feuille de match                                                                                 | Feuille de match                                      |
| -------------------------------- | --- | ------------------------------------------- | ------------------------------------------------------------------------------------------------ | ----------------------------------------------------- |
|                                  | R. Joly (T. Demelinne) – 15 min 15 s K. Bruijsten (B. Willemse, M. Bruijsten) (SN) – 20 min 22 s K. Bruijsten (T. Demelinne) – 24 min 34 s M. Kars (M. Postma, R. Joly) – 32 min 43 s R. Joly (J. van Oorschot) – 35 min 36 s T. Demelinne – 36 min 34 s M. Bruijsten (K. Bruijsten, D. Hagemeijer) (SN) – 39 min 34 s D. Hagemeijer – 50 min 30 s M. Kars (R. Joly, M. Postma) – 57 min 38 s | 0-1 1-1 2-1 3-1 4-1 4-2 5-2 6-2 7-2 8-2 9-2 | 1 min 19 s – D. Bogdziul (P. Verenis) 35 min 9 s – S. Kuliesius (R. Aliukonis, A. Zidkovas) (SN) | Arbitrage : Damien Velay Peter Bédo Michael Tscherrig |
| Ian Meierdres Martijn Oosterwijk | Gardiens | Mantas Armalis Arunas Aleinikovas           |                                                                                                  | Arbitrage : Damien Velay Peter Bédo Michael Tscherrig |
| 14 min                           | Pénalités | 20 min                                      |                                                                                                  | Arbitrage : Damien Velay Peter Bédo Michael Tscherrig |
| 46                               | Tirs | 17                                          |                                                                                                  | Arbitrage : Damien Velay Peter Bédo Michael Tscherrig |

| 10 novembre 2012 | Hongrie | 13-0 (6-0, 3-0, 4-0) | Croatie | Papp László Budapest Sportaréna 6 215 spectateurs |

| Feuille de match             | Feuille de match | Feuille de match                                        | Feuille de match | Feuille de match                                                |
| ---------------------------- | --- | ------------------------------------------------------- | ---------------- | --------------------------------------------------------------- |
|                              | I. Bartalis (J. Hari, J. Vas) (SN) – 4 min 8 s M. Vas (B. Ladanyi, A. Horváth) (SN) – 9 min 2 s A. Mihaly (J. Hari, A. Hegyi) – 11 min 1 s I. Sofron (B. Ladanyi, M. Vas) – 12 min 15 s I. Sofron (TP) – 15 min 38 s L. Sikorcin (C. Kovacs) – 16 min 23 s C. Kovacs (I. Bartalis, M. Vas) – 31 min 13 s B. Ladanyi (I. Sofron) – 35 min 4 s L. Sikorcin (T. Pozsgai) – 39 min 58 s B. Ladanyi (M. Vas, A. Horváth) – 47 min 38 s J. Vas (V. Szélig) – 48 min 21 s B. Magosi (A. Orbán) (SN) – 50 min 14 s A. Mihaly (J. Hari) – 55 min 5 s | 1-0 2-0 3-0 4-0 5-0 6-0 7-0 8-0 9-0 10-0 11-0 12-0 13-0 |                  | Arbitrage : Florian Zehetleitner Jaromír Bláha Stefano Terragni |
| Bence Bálizs Krisztián Budai | Gardiens | Mate Tomljenović Andrej Vasiljević                      |                  | Arbitrage : Florian Zehetleitner Jaromír Bláha Stefano Terragni |
| 0 min                        | Pénalités | 10 min                                                  |                  | Arbitrage : Florian Zehetleitner Jaromír Bláha Stefano Terragni |
| 68                           | Tirs | 10                                                      |                  | Arbitrage : Florian Zehetleitner Jaromír Bláha Stefano Terragni |

| 11 novembre 2012 | Croatie | 1-3 (1-2, 0-0, 0-1) | Lituanie | Papp László Budapest Sportaréna 560 spectateurs |

| Feuille de match | Feuille de match      | Feuille de match | Feuille de match | Feuille de match                                      |
| ---------------- | --------------------- | ---------------- | --- | ----------------------------------------------------- |
|                  | I. Lazić – 2 min 58 s | 1-0 1-1 1-2 1-3  | 5 min 20 s – P. Verenis (N. Alisauskas, D. Bogdziul) (SN) 10 min 25 s – D. Kazlauskas (R. Aliukonis, A. Visockas) 59 min 46 s – P. Verenis (N. Alisauskas) | Arbitrage : Damien Velay Peter Bédo Michael Tscherrig |
| Mate Tomljenović | Gardiens              | Mantas Armalis   | | Arbitrage : Damien Velay Peter Bédo Michael Tscherrig |
| 38 min           | Pénalités             | 8 min            | | Arbitrage : Damien Velay Peter Bédo Michael Tscherrig |
| 27               | Tirs                  | 52               | | Arbitrage : Damien Velay Peter Bédo Michael Tscherrig |

| 11 novembre 2012 | Hongrie | 6-7 (TB) (1-3, 3-1, 2-2, 0-0, 0-1) | Pays-Bas | Papp László Budapest Sportaréna 6 125 spectateurs |

| Feuille de match | Feuille de match | Feuille de match                                    | Feuille de match | Feuille de match                                    |
| ---------------- | --- | --------------------------------------------------- | --- | --------------------------------------------------- |
|                  | J. Hari (L. Sikorcin, V. Tokaji) (SN) – 8 min 17 s L. Sikorcin (J. Hari, V. Tokaji) (SN) – 21 min 19 s A. Mihaly (J. Vas, Á. Hegyi) – 31 min 3 s M. Vas (B. Ladanyi, I. Sofron) – 36 min 28 s J. Vas (J. Hari, D. Koger) – 54 min 44 s B. Ladanyi (M. Vas) – 55 min 4 s | 1-0 1-1 1-2 1-3 2-3 2-4 3-4 4-4 4-5 5-5 6-5 6-6 6-7 | 11 min 59 s – M. Postma (R. Joly, M. Kars) 15 min 38 s – I. van den Heuvel (M. Bastings, J. van Oorschot) 19 min 16 s – K. Bruijsten (M. Bruijsten, T. Demelinne) 23 min 0 s – R. Joly (M. Postma) (SN) 48 min 50 s – N. de Jong (R. Joly) 58 min 30 s – J. van Oorschot (T. Demelinne, B. Willemse) D. Hagemeijer | Arbitrage : Peter Jonák Jaromír Bláha Andrew Dalton |
| Bence Bálizs     | Gardiens | Ian Meierdres                                       | | Arbitrage : Peter Jonák Jaromír Bláha Andrew Dalton |
| 14 min           | Pénalités | 12 min                                              | | Arbitrage : Peter Jonák Jaromír Bláha Andrew Dalton |
| 35               | Tirs | 30                                                  | | Arbitrage : Peter Jonák Jaromír Bláha Andrew Dalton |

| Clt   | Équipe   | PJ | V | VP | D | DP | BP | BC | Diff | Pts |
| ----- | -------- | -- | - | -- | - | -- | -- | -- | ---- | --- |
| +001, | Pays-Bas | 3  | 2 | 1  | 0 | 0  | 24 | 10 | +14  | 8   |
| +002, | Hongrie  | 3  | 2 | 0  | 0 | 1  | 24 | 8  | +16  | 7   |
| +003, | Lituanie | 3  | 1 | 0  | 2 | 0  | 6  | 15 | -9   | 3   |
| +004, | Croatie  | 3  | 0 | 0  | 3 | 0  | 3  | 24 | -21  | 0   |

- Qualifié pour le tour de qualifications dans le groupe D

### Groupe H
À Kiev en Ukraine du 8 au 11 novembre 2012.
| 8 novembre 2012 | Pologne | 8-0 (1-0, 3-0, 4-0) | Estonie | Palais des Sports de Kiev, Kiev 1 011 spectateurs |

| Feuille de match   | Feuille de match | Feuille de match                | Feuille de match | Feuille de match                                              |
| ------------------ | --- | ------------------------------- | ---------------- | ------------------------------------------------------------- |
|                    | M. Kolusz (K. Zapala) IN – 15 min 33 s L. Laszkiewicz (K. Zapala, M. Lopuski) SN – 25 min 22 s K. Dziubiński (T. Malasiński, M. Urbanowicz) – 27 min 33 s M. Rompkowski (D. Gruszka) – 34 min 57 s K. Dziubiński (M. Urbanowicz, A. Borzecki) – 52 min 9 s M. Lopuski – 52 min 25 s J. Gabrys (P. Dronia) double SN – 56 min 31 s L. Laszkiewicz IN – 58 min 20 s | 1-0 2-0 3-0 4-0 5-0 6-0 7-0 8-0 |                  | Arbitrage : Karol Popović David Nothegger Oleksandr Gorbatouk |
| Przemyslaw Odrobny | Gardiens | Villem-Henrik Koitmaa           |                  | Arbitrage : Karol Popović David Nothegger Oleksandr Gorbatouk |
| 12 min             | Pénalités | 14 min                          |                  | Arbitrage : Karol Popović David Nothegger Oleksandr Gorbatouk |
| 63                 | Tirs | 9                               |                  | Arbitrage : Karol Popović David Nothegger Oleksandr Gorbatouk |

| 8 novembre 2012 | Ukraine | 7-0 (2-0, 5-0, 0-0) | Espagne | Palais des Sports de Kiev, Kiev 5 217 spectateurs |

| Feuille de match | Feuille de match | Feuille de match            | Feuille de match | Feuille de match                                                |
| ---------------- | --- | --------------------------- | ---------------- | --------------------------------------------------------------- |
|                  | A. Mikhnov – 12 min 39 s R. Fedotenko (S. Varlamov) – 16 min 46 s A. Gnidenko(V. Donika, M. Ladyguine) – 23 min 10 s O. Ponikarovsky (R. Fedotenko, I. Kougout) – 27 min 35 s A. Bondarev (O. Materoukhine, A. Mikhnov) – 34 min 12 s O. Pobiedonostsev (S. Varlamov, V. Lioutkevytch) – 35 min 41 s S. Varlamov (O. Pobiedonostsev) – 39 min 59 s | 1-0 2-0 3-0 4-0 5-0 6-0 7-0 |                  | Arbitrage : Maksim Sidorenko Markku Buese Aleksandr Matskevitch |
| Igor Karpenko    | Gardiens | Ander Alcaine               |                  | Arbitrage : Maksim Sidorenko Markku Buese Aleksandr Matskevitch |
| 2 min            | Pénalités | 2 min                       |                  | Arbitrage : Maksim Sidorenko Markku Buese Aleksandr Matskevitch |
| 69               | Tirs | 11                          |                  | Arbitrage : Maksim Sidorenko Markku Buese Aleksandr Matskevitch |

| 9 novembre 2012 | Pologne | 5-0 (1-0, 0-0, 4-0) | Espagne | Palais des Sports de Kiev, Kiev 521 spectateurs |

| Feuille de match | Feuille de match | Feuille de match    | Feuille de match | Feuille de match                                       |
| ---------------- | --- | ------------------- | ---------------- | ------------------------------------------------------ |
|                  | G. Pasiut (M. Lopuski) – 15 min 49 s T. Malasiński (K. Dziubiński) – 43 min 44 s G. Pasiut (L. Laszkiewicz) – 44 min 14 s J. Witecki (M. Rompkowski) – 51 min 18 s T. Malasiński (R. Dutka) – 57 min 1 s | 1-0 2-0 3-0 4-0 5-0 |                  | Arbitrage : Robin Sir Markku Buese Oleksandr Gorbatouk |
| Kamil Kosowski   | Gardiens | Ander Alcaine       |                  | Arbitrage : Robin Sir Markku Buese Oleksandr Gorbatouk |
| 10 min           | Pénalités | 6 min               |                  | Arbitrage : Robin Sir Markku Buese Oleksandr Gorbatouk |
| 61               | Tirs | 22                  |                  | Arbitrage : Robin Sir Markku Buese Oleksandr Gorbatouk |

| 9 novembre 2012 | Estonie | 0-10 (0-4, 0-4, 0-2) | Ukraine | Palais des Sports de Kiev, Kiev 5 521 spectateurs |

| Feuille de match                  | Feuille de match | Feuille de match                         | Feuille de match | Feuille de match                                         |
| --------------------------------- | ---------------- | ---------------------------------------- | --- | -------------------------------------------------------- |
|                                   |                  | 0-1 0-2 0-3 0-4 0-5 0-6 0-7 0-8 0-9 0-10 | 2 min 6 s – A. Mikhnov (M. Ladyguine 10 min 32 s – R. Fedotenko (O. Ponikarovsky, O. Pobiedonostsev) SN 12 min 35 s – R. Boryssenko (S. Klimentiev) SN 16 min 34 s – V. Donika (R. Blaguy) 23 min 4 s – S. Varlamov (O. Pobiedonostsev) SN 29 min 29 s – O. Materoukhine (R. Boryssenko, A. Bondarev) SN 38 min 40 s – R. Boryssenko (A. Bondarev) SN 39 min 41 s – Y. Navarenko (V. Polonytsky) 46 min 37 s – O. Ponikarovsky (S. Varlamov, V. Lioutkevytch) 49 min 29 s – A. Bondarev | Arbitrage : Karol Popović David Nothegger Tibor Rovensky |
| Anton Sizov Villem-Henrik Koitmaa | Gardiens         | Ievguen Napnenko                         | | Arbitrage : Karol Popović David Nothegger Tibor Rovensky |
| 24 min                            | Pénalités        | 4 min                                    | | Arbitrage : Karol Popović David Nothegger Tibor Rovensky |
| 12                                | Tirs             | 85                                       | | Arbitrage : Karol Popović David Nothegger Tibor Rovensky |

| 11 novembre 2012 | Espagne | 5-4 (2-0, 1-1, 2-3) | Estonie | Palais des Sports de Kiev, Kiev 658 spectateurs |

| Feuille de match | Feuille de match | Feuille de match                    | Feuille de match | Feuille de match                                                       |
| ---------------- | --- | ----------------------------------- | --- | ---------------------------------------------------------------------- |
|                  | P. Muñoz (J. Brabo, G. Betran) SN – 9 min 24 s O. Boronat (C. Quevedo, P. González) SN – 11 min 35 s C. Quevedo (O. Boronat, G. Betran) SN – 38 min 5 s A. Sosa (E. Paz, A. Vea) SN – 41 min 49 s O. Boronat (P. González) – 59 min 24 s | 1-0 2-0 2-1 3-1 4-1 4-2 4-3 4-4 5-4 | 24 min 25 s – R. Embrich (U. Molder) 45 min 21 s – D. Suur (A. Jakovlev, V. Titarenko) SN 49 min 49 s – M. Semjonov (D. Suur, M. Ivanov) 51 min 10 s – M. Ivanov (D. Suur, A. Jakovlev) | Arbitrage : Maksim Sidorenko Oleksandr Gorbatouk Aleksandr Matskevitch |
| Ander Alcaine    | Gardiens | Villem-Henrik Koitmaa               | | Arbitrage : Maksim Sidorenko Oleksandr Gorbatouk Aleksandr Matskevitch |
| 20 min           | Pénalités | 14 min                              | | Arbitrage : Maksim Sidorenko Oleksandr Gorbatouk Aleksandr Matskevitch |
| 37               | Tirs | 35                                  | | Arbitrage : Maksim Sidorenko Oleksandr Gorbatouk Aleksandr Matskevitch |

| 11 novembre 2012 | Ukraine | 5-1 (1-1, 2-0, 2-0) | Pologne | Palais des Sports de Kiev, Kiev 6 026 spectateurs |

| Feuille de match | Feuille de match | Feuille de match        | Feuille de match        | Feuille de match                                  |
| ---------------- | --- | ----------------------- | ----------------------- | ------------------------------------------------- |
|                  | V. Lioutkevytch (O. Ponikarovsky, R. Fedotenko) SN – 18 min 53 s O. Pobiedonostsev (V. Lioutkevytch) SN – 20 min 39 s M. Kvitchenko (K. Kassiantchouk) – 39 min 29 s S. Varlamov (O. Ponikarovsky, O. Pobiedonostsev) SN – 42 min 59 s K. Kassiantchouk (O. Chafarenko) SN – 56 min 6 s | 0-1 1-1 2-1 3-1 4-1 5-1 | 3 min 28 s – D. Gruszka | Arbitrage : Robin Sir Markku Buese Tibor Rovensky |
| Ievguen Napnenko | Gardiens | Przemyslaw Odrobny      |                         | Arbitrage : Robin Sir Markku Buese Tibor Rovensky |
| 33 min           | Pénalités | 18 min                  |                         | Arbitrage : Robin Sir Markku Buese Tibor Rovensky |
| 38               | Tirs | 23                      |                         | Arbitrage : Robin Sir Markku Buese Tibor Rovensky |

| Clt   | Équipe  | PJ | V | VP | D | DP | BP | BC | Diff | Pts |
| ----- | ------- | -- | - | -- | - | -- | -- | -- | ---- | --- |
| +001, | Ukraine | 3  | 3 | 0  | 0 | 0  | 22 | 1  | +21  | 9   |
| +002, | Pologne | 3  | 2 | 0  | 1 | 0  | 14 | 5  | +9   | 6   |
| +003, | Espagne | 3  | 1 | 0  | 2 | 0  | 5  | 16 | -11  | 3   |
| +004, | Estonie | 3  | 0 | 0  | 3 | 0  | 4  | 23 | -19  | 0   |

- Qualifié pour le tour de qualifications dans le groupe F

### Groupe J
À Nikkō au Japon du 8 au 11 novembre 2012.
| 9 novembre 2012 | Grande-Bretagne | 4-5 (TB) (3-1, 1-2, 0-1, 0-0, 0-1) | Corée du Sud | Nikko Arena, Nikkō 592 spectateurs |

| Feuille de match | Feuille de match | Feuille de match | Feuille de match | Feuille de match |
| ---------------- | ---------------- | ---------------- | ---------------- | ---------------- |
|                  |                  |                  |                  |                  |
|                  |                  |                  |                  |                  |
| 4 min            | Pénalités        | 6 min            |                  |                  |
| 41               | Tirs             | 28               |                  |                  |

| 9 novembre 2012 | Japon | 2-0 (1-0, 0-0, 1-0) | Roumanie | Nikkō Arena, Nikkō 956 spectateurs |

| Feuille de match | Feuille de match | Feuille de match | Feuille de match | Feuille de match |
| ---------------- | ---------------- | ---------------- | ---------------- | ---------------- |
|                  |                  |                  |                  |                  |
|                  |                  |                  |                  |                  |
| 6 min            | Pénalités        | 6 min            |                  |                  |
| 57               | Tirs             | 22               |                  |                  |

| 10 novembre 2012 | Roumanie | 0-3 (0-2, 0-0, 0-1) | Grande-Bretagne | Nikkō Arena, Nikkō 1 143 spectateurs |

| Feuille de match | Feuille de match | Feuille de match | Feuille de match | Feuille de match |
| ---------------- | ---------------- | ---------------- | ---------------- | ---------------- |
|                  |                  |                  |                  |                  |
|                  |                  |                  |                  |                  |
| 10 min           | Pénalités        | 10 min           |                  |                  |
| 17               | Tirs             | 47               |                  |                  |

| 10 novembre 2012 | Japon | 3-2 (pr) (1-0, 1-1, 0-1, 1-0) | Corée du Sud | Nikkō Arena, Nikkō 1 762 spectateurs |

| Feuille de match | Feuille de match | Feuille de match | Feuille de match | Feuille de match |
| ---------------- | ---------------- | ---------------- | ---------------- | ---------------- |
|                  |                  |                  |                  |                  |
|                  |                  |                  |                  |                  |
| 8 min            | Pénalités        | 10 min           |                  |                  |
| 32               | Tirs             | 20               |                  |                  |

| 11 novembre 2012 | Corée du Sud | 2-0 (1-0, 0-0, 1-0) | Roumanie | Nikkō Arena, Nikkō 1 075 spectateurs |

| Feuille de match | Feuille de match | Feuille de match | Feuille de match | Feuille de match |
| ---------------- | ---------------- | ---------------- | ---------------- | ---------------- |
|                  |                  |                  |                  |                  |
|                  |                  |                  |                  |                  |
| 8 min            | Pénalités        | 4 min            |                  |                  |
| 32               | Tirs             | 34               |                  |                  |

| 11 novembre 2012 | Grande-Bretagne | 2-1 (2-0, 0-0, 0-1) | Japon | Nikkō Arena, Nikkō 1 738 spectateurs |

| Feuille de match | Feuille de match                                                                     | Feuille de match | Feuille de match                | Feuille de match                                        |
| ---------------- | ------------------------------------------------------------------------------------ | ---------------- | ------------------------------- | ------------------------------------------------------- |
|                  | C. Peacock (R. Dowd, C. Shields) SN – 9 min 59 s B. O'Connor (A. Tait) – 10 min 29 s | 1-0 2-0 2-1      | 44 min 1 s – S. Kuji (D. Obara) | Arbitrage : Devin Klein Paul Carnathan Kensuke Kanazawa |
| Stephen Murphy   | Gardiens                                                                             | Yutaka Fukufuji  |                                 | Arbitrage : Devin Klein Paul Carnathan Kensuke Kanazawa |
| 10 min           | Pénalités                                                                            | 12 min           |                                 | Arbitrage : Devin Klein Paul Carnathan Kensuke Kanazawa |
| 35               | Tirs                                                                                 | 22               |                                 | Arbitrage : Devin Klein Paul Carnathan Kensuke Kanazawa |

| Clt   | Équipe          | PJ | V | VP | D | DP | BP | BC | Diff | Pts |
| ----- | --------------- | -- | - | -- | - | -- | -- | -- | ---- | --- |
| +001, | Grande-Bretagne | 3  | 2 | 0  | 0 | 1  | 9  | 6  | +3   | 7   |
| +002, | Corée du Sud    | 3  | 1 | 1  | 0 | 1  | 9  | 7  | +2   | 6   |
| +003, | Japon           | 3  | 1 | 1  | 1 | 0  | 6  | 4  | +2   | 5   |
| +004, | Roumanie        | 3  | 0 | 0  | 3 | 0  | 0  | 7  | -7   | 0   |

- Qualifié pour le tour de qualifications dans le groupe E

## Qualifications olympiques

### Groupe D
En Allemagne du 7 au 10 février 2013.
| 7 février 2013 | Autriche | 3-2 (2-0, 1-1, 0-1) | Italie | EgeTrans Arena, Bietigheim-Bissingen |

| Feuille de match   | Feuille de match | Feuille de match    | Feuille de match                                                                        | Feuille de match                                                             |
| ------------------ | --- | ------------------- | --------------------------------------------------------------------------------------- | ---------------------------------------------------------------------------- |
|                    | R. Rotter (M. Peintner, M. Altmann) SN – 6 min 1 s G. Baumgartner (T. Koch, A. Lakos) – 17 min 10 s D. Oberkofler (A. Lakos, M. Peintner) – 36 min 25 s | 1-0 2-0 2-1 3-1 3-2 | 33 min 42 s – A. Bernard (M. Insam, C. Borgatello) SN 50 min 7 s – V. Rocco (E. Scelfo) | Arbitrage : Tom Laaksonen Eduards Odins Andreas Malmqvist Nikolaj Ponomarjow |
| Bernhard Starkbaum | Gardiens | Daniel Bellissimo   |                                                                                         | Arbitrage : Tom Laaksonen Eduards Odins Andreas Malmqvist Nikolaj Ponomarjow |
| 6 min              | Pénalités | 6 min               |                                                                                         | Arbitrage : Tom Laaksonen Eduards Odins Andreas Malmqvist Nikolaj Ponomarjow |
| 22                 | Tirs | 38                  |                                                                                         | Arbitrage : Tom Laaksonen Eduards Odins Andreas Malmqvist Nikolaj Ponomarjow |

| 7 février 2013 | Allemagne | 5-1 (2-0, 1-1, 2-0) | Pays-Bas | EgeTrans Arena, Bietigheim-Bissingen 3 780 spectateurs |

| Feuille de match | Feuille de match | Feuille de match        | Feuille de match                  | Feuille de match                                                            |
| ---------------- | --- | ----------------------- | --------------------------------- | --------------------------------------------------------------------------- |
|                  | A. Barta (J. Flaake, P. Gogulla) – 8 min 30 s D. Wolf (A. Barta, J. Flaake) – 11 min 54 s A. Barta (Ma. Mueller, A. Rankel) – 38 min 48 s M. Wolf (P. Gogulla, A. Barta) SN – 47 min 21 s Mo. Müller (M. Wolf, A. Barta) SN – 58 min 57 s | 1-0 2-0 2-1 3-1 4-1 5-1 | 29 min 1 s – M. Kars (R. Joly) SN | Arbitrage : Alekseï Ravodine Vladimir Šindler Matjaž Hribar Jari Korteniemi |
| Rob Zepp         | Gardiens | Ian Meierdres           |                                   | Arbitrage : Alekseï Ravodine Vladimir Šindler Matjaž Hribar Jari Korteniemi |
| 8 min            | Pénalités | 14 min                  |                                   | Arbitrage : Alekseï Ravodine Vladimir Šindler Matjaž Hribar Jari Korteniemi |
| 57               | Tirs | 10                      |                                   | Arbitrage : Alekseï Ravodine Vladimir Šindler Matjaž Hribar Jari Korteniemi |

| 8 février 2013 | Autriche | 6-1 (5-0, 1-0, 0-1) | Pays-Bas | EgeTrans Arena, Bietigheim-Bissingen 4 150 spectateurs |

| Feuille de match   | Feuille de match | Feuille de match                 | Feuille de match                                           | Feuille de match                                                             |
| ------------------ | --- | -------------------------------- | ---------------------------------------------------------- | ---------------------------------------------------------------------------- |
|                    | T. Koch – 5 min 39 s G. Unterluggauer (T. Koch) SN – 8 min 15 s T. Raffl (D. Schuller, T. Hundertpfund) – 8 min 50 s D. Oberkofler (T. Raffl, A. Lakos) – 14 min 27 s T. Koch (G. Baumgartner, M. Raffl) – 17 min 51 s M. Trattnig (M. Peintner, M. Ulmer) – 32 min 41 s | 1-0 2-0 3-0 4-0 5-0 6-0 6-1      | 58 min 8 s – M. Bruijsten (D. Hagemeijer, T. Demelinne) SN | Arbitrage : Eduards Odins Vladimir Šindler Andreas Kohler Nikolaj Ponomarjow |
| Bernhard Starkbaum | Gardiens | Ian Meierdres Martijn Oosterwijk |                                                            | Arbitrage : Eduards Odins Vladimir Šindler Andreas Kohler Nikolaj Ponomarjow |
| 6 min              | Pénalités | 2 min                            |                                                            | Arbitrage : Eduards Odins Vladimir Šindler Andreas Kohler Nikolaj Ponomarjow |
| 38                 | Tirs | 15                               |                                                            | Arbitrage : Eduards Odins Vladimir Šindler Andreas Kohler Nikolaj Ponomarjow |

| 8 février 2013 | Italie | 2-1 (pr) (1-1, 0-0, 0-0, 1-0) | Allemagne | EgeTrans Arena, Bietigheim-Bissingen 4 517 spectateurs |

| Feuille de match | Feuille de match                                                                                      | Feuille de match | Feuille de match                        | Feuille de match                                                             |
| ---------------- | --- | ---------------- | --------------------------------------- | ---------------------------------------------------------------------------- |
|                  | R. Sirianni (G. Scandella) SN – 10 min 15 s N. di Casmirro (T. Johnson, R. Sirianni) SN – 62 min 19 s | 1-0 1-1 2-1      | 13 min 29 s – J. Flaake (G. Festerling) | Arbitrage : Tom Laaksonen Alekseï Ravodine Jari Korteniemi Andreas Malmqvist |
| Adam Dennis      | Gardiens                                                                                              | Dennis Endras    |                                         | Arbitrage : Tom Laaksonen Alekseï Ravodine Jari Korteniemi Andreas Malmqvist |
| 2 min            | Pénalités                                                                                             | 10 min           |                                         | Arbitrage : Tom Laaksonen Alekseï Ravodine Jari Korteniemi Andreas Malmqvist |
| 21               | Tirs                                                                                                  | 37               |                                         | Arbitrage : Tom Laaksonen Alekseï Ravodine Jari Korteniemi Andreas Malmqvist |

| 10 février 2013 | Pays-Bas | 1-4 (0-1, 1-2, 0-1) | Italie | EgeTrans Arena, Bietigheim-Bissingen 4 517 spectateurs |

| Feuille de match | Feuille de match                                 | Feuille de match    | Feuille de match | Feuille de match                                                        |
| ---------------- | ------------------------------------------------ | ------------------- | --- | ----------------------------------------------------------------------- |
|                  | B. Willemse (T. Demelinne, J. Smid) – 35 min 7 s | 0-1 0-2 0-3 1-3 1-4 | 5 min 16 s – P. Iannone (D. Iori, A. Hofer) 20 min 54 s – V. Rocco (M. de Marchi, N. Plastino) 21 min 7 s – R. Sirianni (G. Scandella, C. Borgatello) 58 min 52 s – V. Rocco (A. Hofer, M. Insam) cage vide | Arbitrage : Eduards Odins Alekseï Ravodine Matjaž Hribar Andreas Kohler |
| Ian Meierdres    | Gardiens                                         | Daniel Bellissimo   | | Arbitrage : Eduards Odins Alekseï Ravodine Matjaž Hribar Andreas Kohler |
| 4 min            | Pénalités                                        | 8 min               | | Arbitrage : Eduards Odins Alekseï Ravodine Matjaž Hribar Andreas Kohler |
| 32               | Tirs                                             | 40                  | | Arbitrage : Eduards Odins Alekseï Ravodine Matjaž Hribar Andreas Kohler |

| 10 février 2013 | Allemagne | 3-2 (pr) (1-0, 0-1, 1-1, 1-0) | Autriche | EgeTrans Arena, Bietigheim-Bissingen 4 517 spectateurs |

| Feuille de match | Feuille de match | Feuille de match    | Feuille de match                                                                                    | Feuille de match                                                             |
| ---------------- | --- | ------------------- | --------------------------------------------------------------------------------------------------- | ---------------------------------------------------------------------------- |
|                  | B. Kohl (C. Braun, M. Mueller) SN – 18 min 41 s M. Wolf (A. Barta, P. Gogulla) SN – 46 min 54 s P. Reimer (C. Braun) SN – 62 min 34 s | 1-0 1-1 2-1 2-2 3-2 | 31 min 46 s – A. Lakos (T. Raffl, D. Welser) 52 min 22 s – M. Peintner (D. Oberkofler, M. Trattnig) | Arbitrage : Tom Laaksonen Vladimir Šindler Jari Korteniemi Andreas Malmqvist |
| Rob Zepp         | Gardiens | Bernhard Starkbaum  | | Arbitrage : Tom Laaksonen Vladimir Šindler Jari Korteniemi Andreas Malmqvist |
| 4 min            | Pénalités | 16 min              | | Arbitrage : Tom Laaksonen Vladimir Šindler Jari Korteniemi Andreas Malmqvist |
| 38               | Tirs | 19                  | | Arbitrage : Tom Laaksonen Vladimir Šindler Jari Korteniemi Andreas Malmqvist |

| Clt   | Équipe    | PJ | V | VP | D | DP | BP | BC | Diff | Pts |
| ----- | --------- | -- | - | -- | - | -- | -- | -- | ---- | --- |
| +001, | Autriche  | 3  | 2 | 0  | 1 | 0  | 11 | 6  | +5   | 7   |
| +002, | Allemagne | 3  | 1 | 1  | 1 | 0  | 9  | 5  | +4   | 6   |
| +003, | Italie    | 3  | 1 | 1  | 0 | 1  | 8  | 5  | +3   | 5   |
| +004, | Pays-Bas  | 3  | 0 | 0  | 0 | 3  | 3  | 15 | -12  | 0   |

- Qualifié pour les Jeux olympiques de 2014

### Groupe E
À Riga en Lettonie du 7 au 10 février 2013.
| 7 février 2013 | France | 2-3 (0-2, 1-1, 1-0) | Kazakhstan | Riga Arena, Riga 852 spectateurs |

| Feuille de match | Feuille de match                                                | Feuille de match    | Feuille de match | Feuille de match                                                      |
| ---------------- | --------------------------------------------------------------- | ------------------- | --- | --------------------------------------------------------------------- |
|                  | S. Treille (P-É. Bellemare) – 32 min 17 s B. Amar – 57 min 42 s | 0-1 0-2 1-2 1-3 2-3 | 7 min 0 s – R. Startchenko (D. Oupper) 11 min 31 s – K. Romanov (K. Dallman) 34 min 40 s – T. Jaïlaouov (F. Polichtchouk) SN | Arbitrage : Antti Boman Danny Kurmann Maksims Bogdanovs Nicolas Fluri |
| Cristobal Huet   | Gardiens                                                        | Vitali Kolesnik     | | Arbitrage : Antti Boman Danny Kurmann Maksims Bogdanovs Nicolas Fluri |
| 6 min            | Pénalités                                                       | 6 min               | | Arbitrage : Antti Boman Danny Kurmann Maksims Bogdanovs Nicolas Fluri |
| 38               | Tirs                                                            | 19                  | | Arbitrage : Antti Boman Danny Kurmann Maksims Bogdanovs Nicolas Fluri |

| 7 février 2013 | Lettonie | 6-2 (2-1, 1-0, 3-1) | Grande-Bretagne | Riga Arena, Riga 5 058 spectateurs |

| Feuille de match | Feuille de match | Feuille de match                | Feuille de match                                                                               | Feuille de match                                                      |
| ---------------- | --- | ------------------------------- | ---------------------------------------------------------------------------------------------- | --------------------------------------------------------------------- |
|                  | G. Meija (A. Ņiživijs) – 2 min 57 s M. Indrašis (A. Ņiživijs, L. Dārziņš) SN – 14 min 43 s O. Bārtulis (A. Ņiživijs) SN – 29 min 50 s R. Ķēniņš (R. Jekimovs, M. Rēdlihs) – 43 min 24 s G. Pujacs (G. Meija) – 53 min 7 s L. Dārziņš (M. Indrašis, A. Ņiživijs) double SN – 59 min 42 s | 1-0 1-1 2-1 3-1 4-1 5-1 5-2 6-2 | 3 min 58 s – R. Dowd (C. Shields) 57 min 47 s – C. Peacock (C. Shields, B. O'Connor) double SN | Arbitrage : Stephen Bauer Ján Hribik Vit Lederer Aleksandr Sadovnikov |
| Edgars Masaļskis | Gardiens | Stevie Lyle                     |                                                                                                | Arbitrage : Stephen Bauer Ján Hribik Vit Lederer Aleksandr Sadovnikov |
| 10 min           | Pénalités | 28 min                          |                                                                                                | Arbitrage : Stephen Bauer Ján Hribik Vit Lederer Aleksandr Sadovnikov |
| 39               | Tirs | 15                              |                                                                                                | Arbitrage : Stephen Bauer Ján Hribik Vit Lederer Aleksandr Sadovnikov |

| 8 février 2013 | France | 4-2 (1-0, 2-0, 1-2) | Grande-Bretagne | Riga Arena, Riga 922 spectateurs |

| Feuille de match | Feuille de match | Feuille de match        | Feuille de match                                                             | Feuille de match                                                      |
| ---------------- | --- | ----------------------- | ---------------------------------------------------------------------------- | --------------------------------------------------------------------- |
|                  | L. Meunier (Y. Treille, J. Desrosiers) SN – 9 min 13 s P-É. Bellemare (S. Treille, Y. Auvitu) – 27 min 19 s D. Fleury (B. Amar) SN – 34 min 48 s C. Bertrand (B. Henderson) – 53 min 46 s | 1-0 2-0 3-0 3-1 3-2 4-2 | 43 min 54 s – B. O'Connor (R. Dowd) SN 51 min 36 s – R. Lachowicz (M. Myers) | Arbitrage : Stephan Bauer Antti Boman Maksims Bogdanovs Nicolas Fluri |
| Fabrice Lhenry   | Gardiens | Stevie Lyle             |                                                                              | Arbitrage : Stephan Bauer Antti Boman Maksims Bogdanovs Nicolas Fluri |
| 22 min           | Pénalités | 10 min                  |                                                                              | Arbitrage : Stephan Bauer Antti Boman Maksims Bogdanovs Nicolas Fluri |
| 34               | Tirs | 18                      |                                                                              | Arbitrage : Stephan Bauer Antti Boman Maksims Bogdanovs Nicolas Fluri |

| 8 février 2013 | Kazakhstan | 2-3 (1-2, 1-0, 0-1) | Lettonie | Riga Arena, Riga 10 025 spectateurs |

| Feuille de match                 | Feuille de match                                                          | Feuille de match    | Feuille de match | Feuille de match                                                |
| -------------------------------- | ------------------------------------------------------------------------- | ------------------- | --- | --------------------------------------------------------------- |
|                                  | D. Oupper – 15 min 15 s R. Startchenko (V. Aleksandrov) (SN) – 33 min 0 s | 0-1 0-2 1-2 2-2 2-3 | 1 min 58 s – J. Štāls (G. Meija, A. Reķis) 2 min 37 s – M. Rēdlihs (R. Jekimovs) 40 min 40 s – L. Dārziņš (M. Karsums, J. Sprukts) | Arbitrage : Ján Hribik Danny Kurmann Martin Hořínek Vit Lederer |
| Vitali Kolesnik Vitali Ieremeïev | Gardiens                                                                  | Māris Jučers        | | Arbitrage : Ján Hribik Danny Kurmann Martin Hořínek Vit Lederer |
| 10 min                           | Pénalités                                                                 | 4 min               | | Arbitrage : Ján Hribik Danny Kurmann Martin Hořínek Vit Lederer |
| 23                               | Tirs                                                                      | 34                  | | Arbitrage : Ján Hribik Danny Kurmann Martin Hořínek Vit Lederer |

| 10 février 2013 | Grande-Bretagne | 0-6 (0-2, 0-4, 0-0) | Kazakhstan | Riga Arena, Riga 875 spectateurs |

| Feuille de match | Feuille de match | Feuille de match        | Feuille de match | Feuille de match                                                |
| ---------------- | ---------------- | ----------------------- | --- | --------------------------------------------------------------- |
|                  |                  | 0-1 0-2 0-3 0-4 0-5 0-6 | 0 min 30 s – R. Startchenko (K. Dallman) 2 min 10 s – K. Romanov (A. Trochtchinski) 25 min 58 s – T. Jaïlaouov (V. Krasnoslobodtsev, K. Dallman) double SN 28 min 22 s – A. Litvinenko (D. Oupper, V. Aleksandrov) 29 min 32 s – I. Solariov (K. Romanov) 37 min 12 s – V. Aleksandrov (V. Novopachine) IN | Arbitrage : Antti Boman Ján Hribik Nicolas Fluri Martin Hořínek |
| Ben Bowns        | Gardiens         | Vitali Ieremeïev        | | Arbitrage : Antti Boman Ján Hribik Nicolas Fluri Martin Hořínek |
| 16 min           | Pénalités        | 10 min                  | | Arbitrage : Antti Boman Ján Hribik Nicolas Fluri Martin Hořínek |
| 19               | Tirs             | 42                      | | Arbitrage : Antti Boman Ján Hribik Nicolas Fluri Martin Hořínek |

| 10 février 2013 | Lettonie | 2-3 (pr) (0-2, 1-0, 1-0, 0-1) | France | Riga Arena, Riga 10 190 spectateurs |

| Feuille de match | Feuille de match                                                                          | Feuille de match    | Feuille de match | Feuille de match                                                         |
| ---------------- | ----------------------------------------------------------------------------------------- | ------------------- | --- | ------------------------------------------------------------------------ |
|                  | L. Dārziņš (R. Ķēniņš, M. Rēdlihs) SN – 34 min 59 s M. Karsums (L. Dārziņš) – 40 min 12 s | 0-1 0-2 1-2 2-2 2-3 | 2 min 50 s – D. Fleury (Y. Auvitu) SN 14 min 50 s – L. Meunier (J. Desrosiers) 64 min 20 s – P-É Bellemare (B. Amar, L. Meunier) | Arbitrage : Stephen Bauer Danny Kurmann Vit Lederer Aleksandr Sadovnikov |
| Māris Jučers     | Gardiens                                                                                  | Cristobal Huet      | | Arbitrage : Stephen Bauer Danny Kurmann Vit Lederer Aleksandr Sadovnikov |
| 10 min           | Pénalités                                                                                 | 18 min              | | Arbitrage : Stephen Bauer Danny Kurmann Vit Lederer Aleksandr Sadovnikov |
| 36               | Tirs                                                                                      | 26                  | | Arbitrage : Stephen Bauer Danny Kurmann Vit Lederer Aleksandr Sadovnikov |

| Clt   | Équipe          | PJ | V | VP | D | DP | BP | BC | Diff | Pts |
| ----- | --------------- | -- | - | -- | - | -- | -- | -- | ---- | --- |
| +001, | Lettonie        | 3  | 2 | 0  | 1 | 0  | 11 | 7  | +4   | 7   |
| +002, | Kazakhstan      | 3  | 2 | 0  | 0 | 1  | 11 | 5  | +6   | 6   |
| +003, | France          | 3  | 1 | 1  | 0 | 1  | 9  | 7  | +2   | 5   |
| +004, | Grande-Bretagne | 3  | 0 | 0  | 0 | 3  | 4  | 16 | -12  | 0   |

- Qualifié pour les Jeux olympiques de 2014

### Groupe F
Au Danemark du 7 au 10 février 2013.
| 7 février 2013 | Biélorussie | 2-4 (0-1, 2-1, 0-2) | Slovénie | SE Arena, Vojens 408 spectateurs |

| Feuille de match | Feuille de match                                                                   | Feuille de match        | Feuille de match | Feuille de match                                               |
| ---------------- | ---------------------------------------------------------------------------------- | ----------------------- | --- | -------------------------------------------------------------- |
|                  | A. Koulakow (O. Dzianissaw, A. Ouharaw) SN – 28 min 45 s A. Stepanov – 29 min 45 s | 0-1 0-2 1-2 2-2 2-3 2-4 | 16 min 30 s – J. Urbas (D. Rodman, A. Kranjc) SN 21 min 40 s – R. Sabolič (R. Tičar, Ž. Jeglič) SN 42 min 6 s – T. Razingar TP 50 min 24 s – D. Rodman (J. Urbas, M. Rodman) | Arbitrage : Owe Luthcke Shane Warschaw Remi Aasum Jonas Reimer |
| Vitali Koval     | Gardiens                                                                           | Robert Kristan          | | Arbitrage : Owe Luthcke Shane Warschaw Remi Aasum Jonas Reimer |
| 14 min           | Pénalités                                                                          | 8 min                   | | Arbitrage : Owe Luthcke Shane Warschaw Remi Aasum Jonas Reimer |
| 19               | Tirs                                                                               | 20                      | | Arbitrage : Owe Luthcke Shane Warschaw Remi Aasum Jonas Reimer |

| 7 février 2013 | Danemark | 2-0 (1-0, 1-0, 0-0) | Ukraine | SE Arena, Vojens 4 121 spectateurs |

| Feuille de match  | Feuille de match                                                                          | Feuille de match | Feuille de match | Feuille de match                                                        |
| ----------------- | ----------------------------------------------------------------------------------------- | ---------------- | ---------------- | ----------------------------------------------------------------------- |
|                   | F. Storm (M. Madsen, J. Jensen) – 15 min 15 s M. Green (F. Storm, M. Madsen) – 25 min 0 s | 1-0 2-0          |                  | Arbitrage : Vladimír Baluška Daniel Stricker Tomáš Pešek Emil Yletyinen |
| Frederik Andersen | Gardiens                                                                                  | Ievguen Napnenko |                  | Arbitrage : Vladimír Baluška Daniel Stricker Tomáš Pešek Emil Yletyinen |
| 12 min            | Pénalités                                                                                 | 31 min           |                  | Arbitrage : Vladimír Baluška Daniel Stricker Tomáš Pešek Emil Yletyinen |
| 25                | Tirs                                                                                      | 22               |                  | Arbitrage : Vladimír Baluška Daniel Stricker Tomáš Pešek Emil Yletyinen |

| 8 février 2013 | Biélorussie | 6-0 (1-0, 2-0, 3-0) | Ukraine | SE Arena, Vojens 631 spectateurs |

| Feuille de match | Feuille de match | Feuille de match        | Feuille de match | Feuille de match                                                       |
| ---------------- | --- | ----------------------- | ---------------- | ---------------------------------------------------------------------- |
|                  | A. Filitchkine (A.Ouharaw, A. Kitaraw) – 1 min 26 s K.Kaltsow (A. Stepanov, O. Dzianissaw) – 29 min 59 s A. Stepanov (O. Dzianissaw, K. Kaltsaw) – 31 min 33 s A. Kalioujny (A. Ouharaw) – 54 min 6 s A. Senkevitch (A. Stepanov, A. Filichkine) – 54 min 40 s D. Mialechka (A. Koulakow, A. Kitaraw) SN – 56 min 8 s | 1-0 2-0 3-0 4-0 5-0 6-0 |                  | Arbitrage : Vladimír Baluška Shane Warschaw Likka Kiilunen Tomáš Pešek |
| Vitali Koval     | Gardiens | Ievguen Napnenko        |                  | Arbitrage : Vladimír Baluška Shane Warschaw Likka Kiilunen Tomáš Pešek |
| 6 min            | Pénalités | 8 min                   |                  | Arbitrage : Vladimír Baluška Shane Warschaw Likka Kiilunen Tomáš Pešek |
| 45               | Tirs | 32                      |                  | Arbitrage : Vladimír Baluška Shane Warschaw Likka Kiilunen Tomáš Pešek |

| 8 février 2013 | Slovénie | 2-1 (0-0, 2-1, 0-0) | Danemark | SE Arena, Vojens 5 000 spectateurs |

| Feuille de match | Feuille de match                                                                              | Feuille de match  | Feuille de match                     | Feuille de match                                                  |
| ---------------- | --------------------------------------------------------------------------------------------- | ----------------- | ------------------------------------ | ----------------------------------------------------------------- |
|                  | D. Rodman (J. Urbas, A. Kranjc) – 23 min 33 s D. Rodman (A. Tavželj, M. Rodman) – 36 min 28 s | 1-0 1-1 2-1       | 24 min 16 s – N. Hardt (J. Jakobsen) | Arbitrage : Owe Luthcke Daniel Stricker Remi Aasum Emil Yletyinen |
| Robert Kristan   | Gardiens                                                                                      | Frederik Andersen |                                      | Arbitrage : Owe Luthcke Daniel Stricker Remi Aasum Emil Yletyinen |
| 16 min           | Pénalités                                                                                     | 0 min             |                                      | Arbitrage : Owe Luthcke Daniel Stricker Remi Aasum Emil Yletyinen |
| 28               | Tirs                                                                                          | 38                |                                      | Arbitrage : Owe Luthcke Daniel Stricker Remi Aasum Emil Yletyinen |

| 10 février 2013 | Ukraine | 1-6 (0-4, 0-1, 1-1) | Slovénie | SE Arena, Vojens 545 spectateurs |

| Feuille de match                   | Feuille de match                                       | Feuille de match            | Feuille de match | Feuille de match                                                    |
| ---------------------------------- | ------------------------------------------------------ | --------------------------- | --- | ------------------------------------------------------------------- |
|                                    | A. Gnidenko (O. Torianik, O. Tymtchenko) – 47 min 35 s | 0-1 0-2 0-3 0-4 0-5 1-5 1-6 | 3 min 47 s – R. Sabolič (R. Tičar, B. Gregorc) SN 4 min 29 s – D. Rodman double SN 4 min 49 s – R. Sabolič (Z. Jeglič) SN 9 min 14 s – R. Tičar (Z. Jeglič) 31 min 45 s – J. Urbas (K. Pretnar, D. Rodamn) 58 min 22 s – Z. Jeglič (R. Sabolič) SN | Arbitrage : Owe Luthcke Daniel Stricker Jonas Reimer Emil Yletyinen |
| Vadim Seliverstov Ievguen Napnenko | Gardiens                                               | Andrej Hočevar Luka Gračnar | | Arbitrage : Owe Luthcke Daniel Stricker Jonas Reimer Emil Yletyinen |
| 16 min                             | Pénalités                                              | 20 min                      | | Arbitrage : Owe Luthcke Daniel Stricker Jonas Reimer Emil Yletyinen |
| 31                                 | Tirs                                                   | 27                          | | Arbitrage : Owe Luthcke Daniel Stricker Jonas Reimer Emil Yletyinen |

| 10 février 2013 | Danemark | 2-3 (0-0, 2-2, 0-1) | Biélorussie | SE Arena, Vojens 3 988 spectateurs |

| Feuille de match  | Feuille de match                                                                            | Feuille de match    | Feuille de match | Feuille de match                                                      |
| ----------------- | ------------------------------------------------------------------------------------------- | ------------------- | --- | --------------------------------------------------------------------- |
|                   | M. Poulsen (K. Starkov) – 26 min 40 s J. Jakobsen (M. Bødker, M. Christensen) – 38 min 21 s | 0-1 1-1 1-2 2-2 2-3 | 25 min 12 s – A. Kitaraw (A. Harochka) 28 min 10 s – M. Stefanovitch (A. Senkevitch) 42 min 17 s – A. Stepanov (P. Tcharnaok) SN | Arbitrage : Vladimír Baluška Shane Warschaw Remi Aasum Likka Kiilunen |
| Patrick Galbraith | Gardiens                                                                                    | Dzmitry Miltchakow  | | Arbitrage : Vladimír Baluška Shane Warschaw Remi Aasum Likka Kiilunen |
| 8 min             | Pénalités                                                                                   | 4 min               | | Arbitrage : Vladimír Baluška Shane Warschaw Remi Aasum Likka Kiilunen |
| 25                | Tirs                                                                                        | 31                  | | Arbitrage : Vladimír Baluška Shane Warschaw Remi Aasum Likka Kiilunen |

| Clt   | Équipe      | PJ | V | VP | D | DP | BP | BC | Diff | Pts |
| ----- | ----------- | -- | - | -- | - | -- | -- | -- | ---- | --- |
| +001, | Slovénie    | 3  | 3 | 0  | 0 | 0  | 12 | 4  | +8   | 9   |
| +002, | Biélorussie | 3  | 2 | 0  | 0 | 1  | 11 | 6  | 5    | 6   |
| +003, | Danemark    | 3  | 1 | 0  | 0 | 2  | 5  | 5  | 0    | 3   |
| +004, | Ukraine     | 3  | 0 | 0  | 0 | 3  | 1  | 14 | -13  | 0   |

- Qualifié pour les Jeux olympiques de 2014